# Kalenwall
Der Kalenwall ist eine Straße in der Innenstadt von Braunschweig.

## Lage
Der Kalenwall wurde im Zusammenhang der Wallpromenade angelegt und ist heute Teil des neuen City-Rings und befindet sich nordwestlich des Alten Bahnhofs und westlich des Friedrich-Wilhelm-Platzes. Vom Kalenwall zweigen der Europaplatz, der Gieseler, der Gieselerwall, der Friedrich-Wilhelm-Platz und der Bruchtorwall ab.
Der Kalenwall verläuft nördlich des westlichen Umflutgrabens der Oker und südlich des ehemaligen Verlaufs der Stadtmauer. In diesem Bereich befanden sich vom Mittelalter bis noch um 1860 Fischteiche. Vom Bruchtorwall wurde der Kalenwall früher durch einen Okerarm getrennt, im Westen endete er am Gieseler, durch den über eine Brücke über den Westlichen Umflutgraben der Gieselerwall erreicht werden konnte.

## Namensgebung
Der Kalenwall hieß seit dem 23. Oktober 1890 zunächst „Am Bahnhofe“ und wurde bereits 1893 nach einer alten einflussreichen Braunschweiger Familie, der Familie Kale benannt. Möglich ist auch, dass der Name vom „Kahlen Wall“ abgeleitet wurde, einer bis ins frühe 19. Jahrhundert an dieser Stelle gelegenen detachierten Bastion der Braunschweiger Stadtbefestigung.
Während eines Besuchs Hermann Görings am 6. November 1937 in Braunschweig wurde der Kalenwall zusammen mit dem Bruchtorwall in „Adolf-Hitler-Wall“ umbenannt. 1950 erhielten beide Straßen offiziell ihre vorherigen Namen zurück.

## Luftschutzanlage

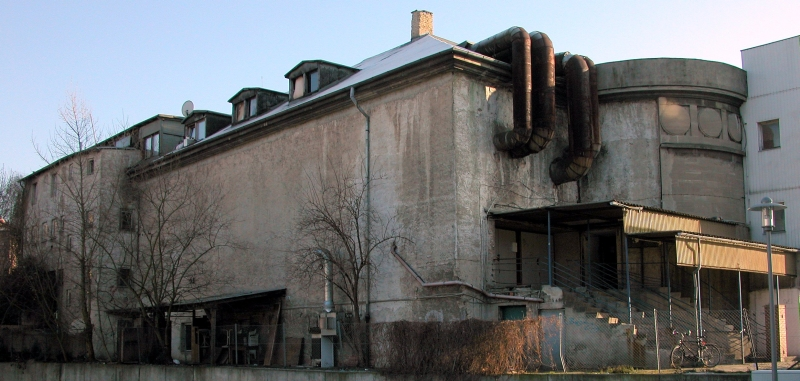
Rückseite des Bunkers

Zwischen 1940 und 1941 wurde anstelle von Fachwerkhäusern der Bunker Kalenwall (damals Bunker „Am Bahnhof“) erbaut. Dieser erhielt zwei Rundtürme und sollte verkleidet werden. Nach dem Krieg wurde der Bunker als Entlausungszentrale Braunschweig genutzt, danach als Notunterkunft für Flüchtlinge und später umgebaut. Am 17. Oktober 1958 eröffnete hier das Lido-Filmtheater, dessen Name noch heute das Gebäude schmückt.